# 悲しみは雪に眠る
『悲しみは雪に眠る』（かなしみはゆきにねむる）は、チベット族中国人女性歌手alanの日本における14作目のシングル。2010年10月13日にavex traxにリリースされた。ダブルタイアップ。

## 解説
- 前作から約3か月ぶりとなるシングル。
- 『悲しみは雪に眠る』は佐藤純彌監督の映画『桜田門外ノ変』の主題歌[2]。時代劇映画の主題歌は前シングル『風に向かう花』に続いて5曲目（『レッドクリフ』が2回のため4作目）である。
- 桜田門外の変の襲撃当日は3月24日であるにもかかわらず季節外れの雪が降ったが、『悲しみは雪に眠る』の主題も同様に、季節外れの雪である。なお、作詞の伊勢正三の代表曲の一つ『なごり雪』も季節外れの雪が主題である。
- 『名もなき種』は、生物多様性条約締約国会議の第10回締約国会議（COP10）にて上映される世界自然保護基金（WWF）特別協力のショート・アニメーション・ムービー『Wake up!! TAMALA』（制作：東京ニュース通信社）のエンディングテーマ曲[3]。作曲はalan。
- DVD付き盤（AVCD-31907）とCDのみ盤（AVCD-31908）がある。2形態の発売は3作ぶりである。
- 特典
  - CD: mu-moショップでは、特大ポストカードがつき[4]、また、mu-moを初めとした一部対象店舗で購入すると、抽選で直筆サイン入りポスターがあたり[5]、全CDを対象に抽選で30名に直筆メッセージ入りクリスマスカードが当たる[6]。
  - 着うた: レコチョクまたはmu-moで購入するとショップ限定待ち受け画面がついてくる。レコチョクで全バージョン購入すると抽選で5名にサインが当たる。[7]
  - 着うたフル・ビデオクリップ: レコチョクまたはmu-moで購入すると待ち受け画面がついてくる。
- 『悲しみは雪に眠る』は『桜田門外ノ変オリジナルサウンドトラック』（AVCA-29845）にも収録されている。
- シス・カンパニーの演劇『今ひとたびの修羅』でも使用された。

## 収録曲
- CD
  1. 悲しみは雪に眠る
作詞：伊勢正三 作曲・編曲：長岡成貢[8]
  2. 名もなき種
作詞：いしわたり淳治 作曲：alan・菊池一仁 編曲：中野雄太
  3. 悲しみは雪に眠る（instrumental）　
  4. 名もなき種（instrumental）
- DVD
  1. 悲しみは雪に眠る（Music Video）
  2. オフショットムービー

## リリースイベント
- 2010年10月13日 - タワーレコード新宿店7階[9]
- 2010年10月17日 - WonderGOO 守谷店内 GOOst[10]

## 参照
1. ↑  10/16全国公開・東映・映画「桜田門外ノ変」主題歌決定！主題歌「悲しみは雪に眠る」10/13発売!!試聴スタート!!
2. ↑  主題歌はalanに決定！ - 映画『桜田門外ノ変』公式サイト 10月16日(土) 全国ロードショー
3. ↑  NHK 環境特集番組　SAVE THE FUTURE
4. ↑  ミュウモショップ豪華特典決定!! alanコメント入りオリジナル特大ポストカードが貰える!!
5. ↑  抽選でalan直筆サイン入りポスタープレゼント！！
6. ↑  「悲しみは雪に眠る」初回封入特典決定！！
7. ↑  10/13発売 alan「悲しみは雪に眠る」「名もなき種」配信決定！！なんとダウンロード特典も！！
8. ↑  V.A.：桜田門外ノ変オリジナルサウンドトラック CDアルバム ｜mu-moショップ
9. ↑  「悲しみは雪に眠る」リリース記念イベント第2弾発表!! alan「悲しみは雪に眠る」リリース記念 ミニライブ&alan本人よりスペシャルポストカードプレゼント！！
10. ↑  「悲しみは雪に眠る」リリース記念イベント第1弾発表!!